# Канада (Нова Француска)
Канада је био назив за француску колонију у Новој Француској која се простирала дуж реке Сен Лорен; остале колоније у Новој Француској биле су: Акадија, Лујзијана и Њуфаундленд, међу којима је Канада била најразвијенија. Била је подијељена у три дистрикта: Квебек, Троа Ривјер и Монтреал, од којих је сваки имао своју локалну самоуправу. Гувернер Квебека је уједно био и гувернер читаве Нове Француске.
Ради своје развијености у поредби с осталим колонијама, термини Канада и Нова Француска су се користили као синоними. Након Париског споразума из 1763. Канада је припала Великој Британији и преименована је у Провинцију Квебек.